# Come Fill the Cup
Come Fill the Cup és una pel·lícula estatunidenca dirigida per Gordon Douglas, estrenada el 1951.

## Argument
Bevedor inveterat, Lew Marsh perd la seva feina de periodista al Sun Herard, dirigida per John Yves. Després d'una cura de desintoxicació, decideix amb l'ajuda d'un amic penedit de l'alcohol, Charley Dolan, d'ajudar-se mútuament. Reincorporat al Sun, no només ha de lluitar per remuntar el pendent, sinó també el seu amor, Paula, que s'ha casat amb el nebot del propietari del Sun, Boyd Copeland.

## Repartiment
- James Cagney: Lew Marsh
- Phyllis Thaxter: Paula Copeland
- Raymond Massey: John Ives
- James Gleason: Charley Dolan
- Gig Young: Boyd Copeland
- Selena Royle: Sra. Dolly Copeland
- Larry Keating: Julian Cuscaden
- William Bakewell: Hal Ortman
- Kathleen Freeman (no surt als crèdits): Lil

## Premis i nominacions
Nominacions
- 1952: Oscar al millor actor secundari per Gig Young